# ¥

¥은 통화 기호로, 현재 중화인민공화국과 일본이 사용하고 있다. 각각은 중국 위안(런민비)과 일본 엔으로 불리며, ISO 4217의 3문자 부호로는 CNY와 JPY로 나타난다.